# Calvinium

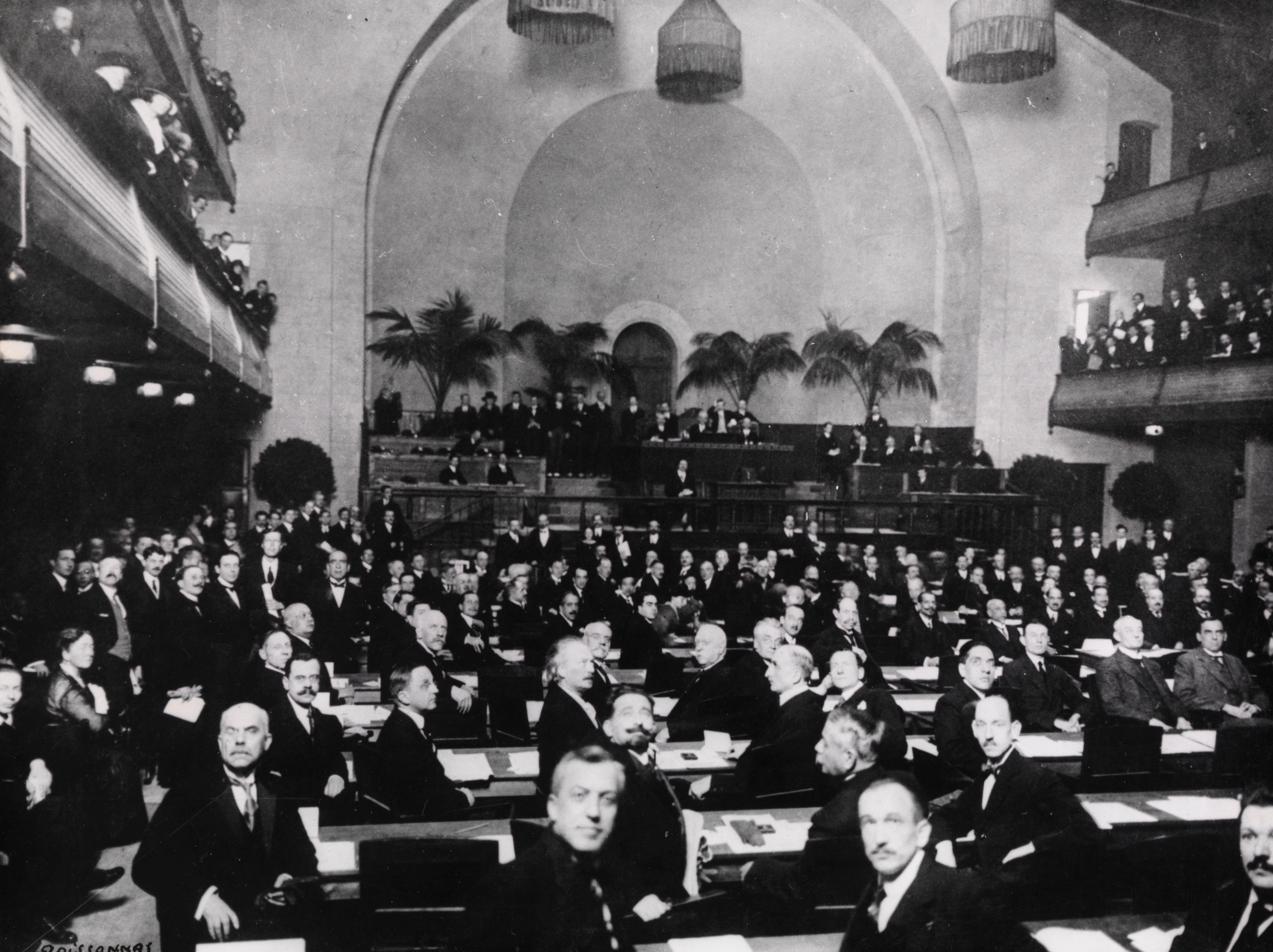
La salle de la Réformation durant la première réunion de l'assemblée de la Société des Nations

Le Calvinium ou la salle de la Réformation était un bâtiment destiné aux événements et aux conférences à Genève, en Suisse, situé à l'angle de la rue du Rhône et du boulevard Helvétique. Il est démoli en 1969 et remplacé par un bâtiment qui abrite dorénavant le consulat d'Afrique du Sud. Le bâtiment, est construit en l'honneur de Jean Calvin, par Jean-Henri Merle d'Aubigné,.
La première réunion de l'assemblée de la Société des Nations a lieu dans ce bâtiment, le 15 novembre 1920.
Le relief d'Illés a été conservé dans le bâtiment pendant 42 ans, puis il a été déménagé pour faire place à la Société des Nations.